# Lapidaria
Genre
Classification phylogénétique
Lapidaria (Dinter & Schwantes) N.E.Br. est un genre de plante de la famille des Aizoaceae.
Lapidaria (Dinter & Schwantes) N.E.Br., in Gard. Chron., ser. 3, 84: 472, 492 (1928)
Type : Lapidaria margaretae (Schwantes) N.E.Br. (Mesembryanthemum margaretae Schwantes)
Synonymie :
- [ basionyme ] Dinteranthus subgen. Lapidaria Dinter & Schwantes

## Liste des espèces
Lapidaria (Dinter & Schwantes) N.E.Br. est, à ce jour, un genre monotype.
- Lapidaria margaretae (Schwantes) N.E.Br.

## Mise en culture

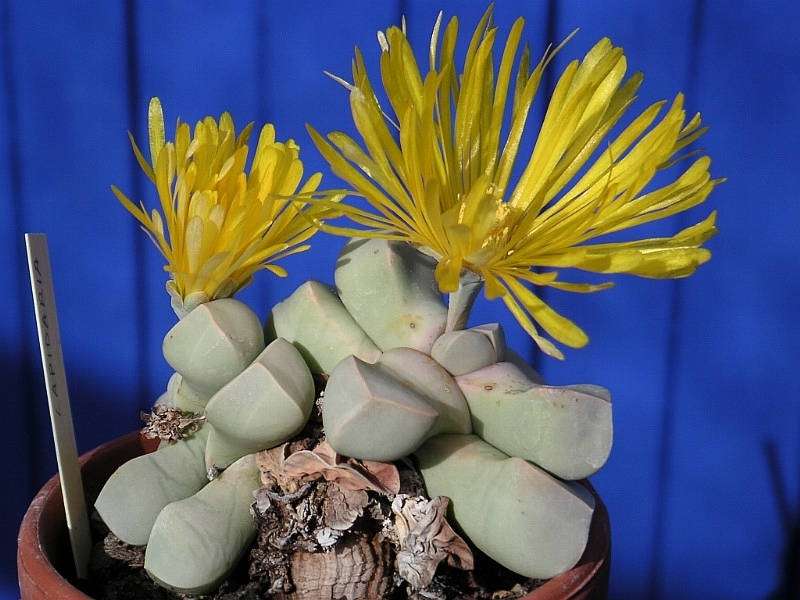
Lapidaria margaretae

L'entretien de cette plante, originaire d'Afrique du Sud, est analogue à celui des Lithops.